# 1995 YY3
1995 YY3, também escrito como 1995 YY3, é um objeto transnetuniano (TNO) que está localizado no cinturão de Kuiper, uma região do Sistema Solar. Ele é classificado como um plutino, pois, o mesmo está em uma ressonância orbital de 2:3 com o planeta Netuno. Ele possui uma magnitude absoluta (H) de 8,5 e, tem um diâmetro estimado com cerca de 88 km.

## Descoberta
1995 YY3 foi descoberto no dia 24 de dezembro de 1995 pelos astrônomos J. Chen e D. C. Jewitt.

## Órbita
A órbita de 1995 YY3 tem uma excentricidade de 0.224 e possui um semieixo maior de 39.604 UA. O seu periélio leva o mesmo a uma distância de 30.746 UA em relação ao Sol e seu afélio a 48.461.